# Таш-Башат (Таласская область)
Таш-Башат (кирг. Таш-Башат) — село в Манасском районе Таласской области Кыргызстана. Входит в состав Уч-Коргонского аильного округа. Код СОАТЕ — 41707 225 845 06 0.

## Население
По данным переписи 2009 года, в селе проживал 281 человек.